# Brushita
La brushita es un mineral de la clase de los minerales fosfatos. Fue descubierta en 1864 en la isla de Aves en Nueva Esparta (Venezuela), siendo nombrada así en honor de George J. Brush, mineralogista estadounidense. Un sinónimo poco usado es epiglaubita.

## Características químicas
Es un fosfato hidratado de calcio con aniones adicionales hidroxilo. Isoestructural con el mineral de yeso (CaSO4·2H2O). Es el análogo con fosfato de la farmacolita (Ca(AsO3OH)·2H2O).

## Formación y yacimientos
Es uno de los minerales más comunes encontrados en las cuevas en forma de costras, en depósitos de guano y en fosforitas, formado a partir de la reacción de soluciones ricas en fosfato con calcita y arcilla. Puede aparecer en rocas sedimentarias fosfatadas.
Es uno de los elementos constitutivos que forman el río de leche de luna de 150 metros de largo descubierto en 2004 en una cueva del monte Hernio en Guipúzcoa (España).
Suele encontrarse asociado a otros minerales como: tanarakita, ardealita, hidroxilapatito, variscita o yeso.